# クリスチーネスタッド
クリスチーネスタッド（スウェーデン語：Kristinestad [krɪsˈtîːnɛˌstɑːd], フィンランド語：Kristiinankaupunki [ˈkristiːnɑŋˌkɑu̯puŋki]クリスティーナンカウプンキ）はフィンランド南西部の町。

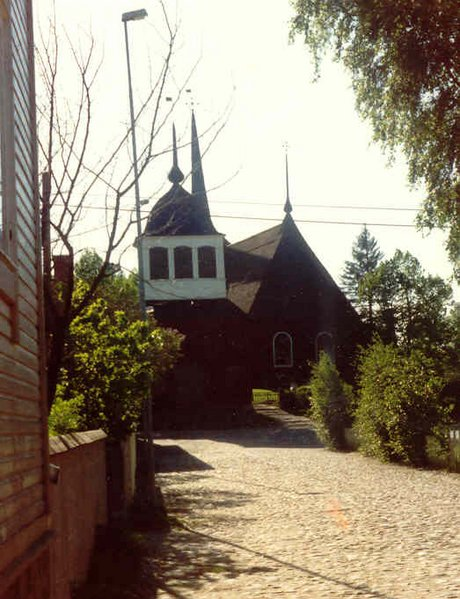
クリスチーネスタッドの教会

ポフヤンマー県に属し、ボスニア湾に面している。スーポフヤ沿岸郡に属する。
人口は6,375人（2021年12月31日現在）。
住民はスウェーデン語とフィンランド語のバイリンガルであるが、スウェーデン語を母語とするものが57%、フィンランド語が42%となっている。
町は1649年にKoppöの名で開かれ、1651年にクリスティーナ女王にちなんでクリスチーネスタッドとなった。町は港を中心に発達し、1856年には約3,000名の人口となっている。
クリスチーネスタードは低い木造家屋と狭い路地との旧市街で知られている。2011年4月にはフィンランドで初のCittaslowのコミュニティとなった。

## 出身者
- ヴィレ・フリマン - 音楽家（幼少期にヨエンスーへ転居）